# Sztearil-tartarát
A sztearil-tartarát (E483) a sztearinsav és a borkősav keverékeként keletkező vegyületek gyűjtőneve. A sztearinsav növényekben, és állatokban egyaránt megtalálható, de élelmiszeripari célokra leginkább növényi eredetű sztearinsavat használnak, bár az állati eredet sem zárható ki. Az állati eredetről kizárólag a gyártó adhat felvilágosítást.

## Élelmiszeripari felhasználása
Élelmiszerek esetén emulgeálószerként, és stabilizálószerként, E483 néven alkalmazzák.  Előfordulhat pékárukban, tésztákban, krémekben, krémlikőrökben, és egyes salátákban.

## Egészségügyi hatások
Napi maximum beviteli mennyisége 20 mg/testsúlykg. Nincs ismert mellékhatása, bár Ausztráliában feltételezett rákkeltő tulajdonsága miatt betiltották. Állatkísérletek szerint normál körülmények között a szervezetben nagyon csekély mértékben szívódik fel, a felszívódott mennyiség pedig természetes úton lebomlik.